# Konstantynówka (gmina Giby)
Konstantynówka – wieś w Polsce położona w województwie podlaskim, w powiecie sejneńskim, w gminie Giby. Leży przy drodze krajowej nr 16.
W 1921 roku wieś liczyła 9 domów i 50 mieszkańców, w tym 19 katolików, 16 staroobrzędowców i 15 prawosławnych.
W latach 1975–1998 miejscowość należała administracyjnie do województwa suwalskiego.